# Hippocampus bargibanti
Hippocampus bargibanti — вид карликовых морских коньков, обнаруженный в центральном Индо-Тихоокеанском регионе. Его размер не превышает 2 сантиметра. Обитает исключительно на веерных кораллах. Известно два цветовых варианта окраски конька: серый с красными бугорками и желтый с оранжевыми бугорками.

## История открытия
В 1969 году натуралист Джордж Баргибант, живущий в Новой Каледонии, собирал для аквариума кораллы горгонарии и обнаружил, что одна из веточек движется. Это оказался крошечный морской конёк. Новый вид получил видовое латинское название в честь первооткрывателя.

## Ареал
Встречается в водах Австралии (в том числе на Большом Барьерном рифе), Индонезии, Японии, Новой Каледонии, Папуа — Новой Гвинеи, Филиппин, Соломоновых островов и Тайваня. Живёт на глубинах от 5 до 40 метров.